# Electricidade de Moçambique
A  Electricidade de Moçambique, E.P. (EDM-E.P. ou simplesmente EDM) é uma empresa pública de produção, transporte, distribuição e comercialização de energia eléctrica de Moçambique. A EDM foi criada em 1995 em resultado da privatização da empresa estatal Electricidade de Moçambique, E.E., a qual havia sido criada em 1977 pelo novo governo da República Popular de Moçambique liderado pela FRELIMO, dois anos depois da independência de Moçambique. Quando foi criada em 1977, a empresa surgiu da fusão de vinte e cinco unidades de produção e/ou distribuição dispersas pelo território de Moçambique.
A empresa é detentora de cinco centrais hidroelétricas e seis centrais termoelétricas.
No ano de 2010 a EDM foi classificada como uma das dez empresas de Moçambique com mais empregados (3,783).

## Crescimento do volume de negócios anuais
- 2010 - 5,154,379 (103 Meticais)[5]
- 2011 - 6,270,415 (103 Meticais)[5]

## Centrais hidroelétricas
- Corumana
- Chicamba
- Mavuzi
- Cuamba
- Lichinga

## Centrais termoelétricas
- três centrais na Província de Maputo
- uma central na Província de Inhambane, Distrito de Inhassoro (Temane)
- uma central na Província de Inhambane, Distrito de Govuro (Nova Mambone)
- uma central na Província de Sofala

## Lista de Directores Gerais (1977-1995) e de Presidentes do Conselho de Administração (desde 1995)
Director Geral, Electricidade de Moçambique, E.E. (1977-1995)
- Rui Lousã (1977-1978)[6]
- Fernando Julião (1978-1995)[6]

Presidente do Conselho de Administração, Electricidade de Moçambique, E.P. (since 1995)
- Vicente Veloso (1995-2005)[6]
- Manuel Cuambe (2005-2012)[7]
- Augusto de Sousa Fernando (2012-2014)[8]
- Gildo Sibumbe (2014-2015)[9]
- Mateus Magala (2015-2018)[10]
- Aly Sicola Impija (2019-2020)[11]
- Marcelino Gildo Alberto (2020-...)[12]

## Ligações Externas
- Página da EDM